# Предел прочности на сдвиг
Предел прочности на сдвиг — механическое напряжение, взаимосвязанное с  пределом текучести или пределом прочности, в результате чего материал повреждается в результате сдвига. Когда бумага разрезается ножницами, бумага выходит из строя при сдвиге. 
В общем случае пластичные материалы (например, алюминий) разрушаются при сдвиге, тогда как хрупкие материалы (например, чугун) выходят из строя из-за растяжения .

Предел прочности материала при срезе (сдвиге) ({\displaystyle \tau _{cp}}):
{\displaystyle \tau _{cp}={\frac {F}{A}}},
где F —  сила при которой происходит разрушение образца;
A — площадь поперечного сечения образца.
Предел прочности материала при срезе (сдвиге) ({\displaystyle \tau }) для болтов, винтов и шпилек:
{\displaystyle \tau ={\frac {F}{\pi r^{2}}}={\frac {4F}{\pi d^{2}}}},
где r — радиус стержня болта или винта;
d — диаметр стержня болта или винта.
Следует иметь в виду, что при испытаниях на двойной срез нужно прикладывать усилие F в 2 раза большее чем при испытаниях на одинарный срез к образцам с одинаковой площадью поперечного сечения и одинаковым состоянием одного и того же материала.

## Предел прочности на сдвиг различных материалов[3]
| Материал          | Отношение предела прочности при сдвиге к пределу прочности при растяжении | Отношение предела текучести при сдвиге к пределу текучести при растяжении |
| ----------------- | ------------------------------------------------------------------------- | ------------------------------------------------------------------------- |
| Сталь             | 0,75                                                                      | 0,58                                                                      |
| Ковкий чугун      | 0,9                                                                       | 0,75                                                                      |
| Пластичное железо | 1                                                                         |                                                                           |
| Сварочная сталь   | 0,83                                                                      |                                                                           |
| Чугун             | 1,3                                                                       |                                                                           |
| Алюминий          | 0,65                                                                      | 0,55                                                                      |

В таблице даны приблизительные значения.
| Материал               | Предельное напряжение, kpsi | Предельное напряжение, МПа |
| ---------------------- | --------------------------- | -------------------------- |
| Стеклопластик (23 o C) | 7,82                        | 53,9                       |